# Хронологія вулканізму на Землі
Хронологія вулканізму на Землі — набір даних (список) великих вулканічних вивержень приблизно принаймні 6-ї і вище величини (індексу) за шкалою вулканічної активності (експлозивності, VEI) або еквівалентного викиду діоксиду сірки (SO2) протягом четвертинного періоду (від 2,58 млн років тому до теперішнього часу). Також тут перераховані й інші значні виверження вулканів.
Деякі виверження призводили до охолодження глобального клімату Землі, спричиняючи вулканічну зиму, залежно від кількості викинутого діоксиду сірки та масштабу виверження. До сучасної епохи голоцену оцінки вивержень були менш точними, через обмежену доступність даних, частково через те, що пізніші виверження знищили докази попередніх. Перераховано лише деякі виверження до неогенового періоду (від 23 до 2,58 млн років тому). Також наведено дані про відомі великі виверження після періоду палеогену (від 66 до 23 млн років тому), особливо ті, що стосуються гарячої точки Єллоустоун, кальдери Санторіні та вулканічної зони Таупо.
Активні вулкани, такі як Стромболі, Етна та Кілауеа, не відображаються в цьому списку, але деякі вулкани в задуговій западині, які створили кальдери, в статті згадується. Деякі небезпечні вулкани в «населених районах» наведені багато разів: Санторіні, гаряча точка Єллоустоун. Також часто наведена вулканічна дуга Бісмарка, о. Нова Британія (Папуа Нова Гвінея), і вулканічна зона Таупо, (Нова Зеландія).
На додаток до подій, перерахованих нижче, є багато прикладів вивержень у голоцені на півострові Камчатка, які описані в додатковій таблиці Пітера Ворда.

## Великі четвертинні виверження
Епоха голоцену починається 11 700 років до нашої ери (10 000 14 C років тому).

### 1000—2000 роки нашої ери
- Пінатубо, острів Лусон, Філіппіни; 1991, 15 червня; VEI 6; 6—16 км3 (1,4—3,8 миля3) тефри;[6] в атмосферу було викинуто приблизно 20 000 000 тонн SO
2[2].
- Новарупта[en], півострів Аляска; 1912, 6 червня; VEI 6; 13—15 км3 (3,1—3,6 миля3) лави[7][8][9].
- Санта-Марія, Гватемала; 1902, 24 жовтня; VEI 6; 20 км3 (4,8 миля3) тефри[10].
- Кракатау, Індонезія; 1883, 26–27 серпня; VEI 6; 21 км3 (5,0 миля3) тефри[11].
- Вулкан Тамбора, Малі Зондські острови, Індонезія; 1815, 10 квітня; VEI 7; 160—213 км3 (38—51 миля3) тефри[6][12]; в атмосферу було викинуто приблизно 200 000 000 т (220 000 000 американських тонн) SO
2, що обумовило виникнення подій відомих як «Рік без літа»[13].
- Таємниче виверження 1808 року[en], VEI 6–7; збільшення сульфатів виявлені в кернах льоду у 1980-х роках[14][15][16].
- Вулкан Ґрімсвотн, північно-східна Ісландія; 1783—1785 рр.; Лакі; 1783—1784 рр.; VEI 2; 14 км3 (3,4 миля3) лави, в атмосферу було викинуто приблизно 120 000 000 т (130 000 000 американських тонн) SO
2, що викликало «Вулканічну зиму» 1783 року у Північній півкулі[17][18].
- Лонг-Айленд[en], на північний схід від Нової Гвінеї; 1660 ±20; VEI 6; 30 км3 (7,2 миля3) тефри[6].
- Вайнапутіна, Перу; 1600, 19 лютого; VEI 6; 30 км3 (7,2 миля3) тефри[19].
- Біллі Мітчелл, острів Бугенвіль, Папуа Нова Гвінея; 1580 ±20; VEI 6; 14 км3 (3,4 миля3) тефри[6].
- Бардарбунґа, північно-східна Ісландія; 1477; VEI 6; 10 км3 (2,4 миля3) тефри[6].
- Таємниче виверження 1458 року[en], місце цього виверження не було визначене, оскільки воно було ідентифіковано тільки за віддаленими записами кернів льоду та атмосферними подіями приблизно під час весілля короля Неаполя Альфонсо II; вважається, що це було виверження індексом VEI 7 і, а можливо, навіть більше, ніж Вулкан Тамбора в 1815 році[20][21].
- Таємниче виверження 1452-1453 років[en] на Нових Гебридах, Вануату; місце знаходження цього виверження в південній частині Тихого океану невідоме, оскільки його було ідентифіковано за далекими записами кернів льоду; єдині пірокластичні потоки виявлені в підводній кальдері Кувае (між островами Епі і Тонгоа); 36—96 км3 (8,6—23,0 миля3) тефри; 175 000 000—700 000 000 т (193 000 000—772 000 000 американських тонн) сірчаної кислоти[22][23][24].
- 1280 (?) у Кілотоа, Еквадор; VEI 6; 21 км3 (5,0 миля3) тефри[6].
- Виверження Самаласа 1257 року, вулканічний комплекс Ринджані, острів Ломбок, Індонезія; 40 км3 (еквівалент щільних порід) тефри, арктичних і антарктичних кернів льоду надають переконливі докази зв'язку сульфатного сплеску льоду в 1258/1259 роках нашої ери з виверженням цього вулкану[25][26].

### Огляд нашої ери
Це підведений підсумок 27 великих вивержень за останні 2000 років з VEI ≥6, що означає в середньому близько 1,3 вивержень на століття. Підрахунок не включає помітні VEI 5 виверження вулканів Сент-Геленс і Везувій. Виверження з невизначеними датами, обсягами тефри та посиланнями також не включені.
| №  | Кальдера/ Назва виверження       | Вулканічна дуга/ пояс, субрегіон або гаряча точка | VEI | Дата                   | Відомі/ ймовірні наслідки                                                      |
| -- | -------------------------------- | ------------------------------------------------- | --- | ---------------------- | ------------------------------------------------------------------------------ |
| 1  | Пінатубо                         | Лусон, вулканічна дуга                            | 6   | 1991, 15 червня        | Глобальна температура впала на 0,4 °C                                          |
| 2  | Новарупта                        | Алеутський хребет                                 | 6   | 1912, 6 червня         |                                                                                |
| 3  | Санта-Марія                      | Вулканічна дуга Центральної Америки               | 6   | 1902, 24 жовтня        |                                                                                |
| 4  | Кракатау                         | Зондська дуга                                     | 6   | 1883, 26–27 серп.      | Щонайменше 30 тисяч загиблих                                                   |
| 5  | Тамбора                          | Малі Зондські острови                             | 7   | 1815, 10 квітня        | Рік без літа (1816)                                                            |
| 6  | Таємниче виверження 1808         | Південно-західна частина Тихого океану            | 6   | 1808, грудень          | Збільшення сульфатів в кернах льоду                                            |
| 7  | Лонг-Айленд                      | Вулканічна дуга Бісмарка                          | 6   | 1660                   |                                                                                |
| 8  | Вайнапутіна                      | Анди, Анд. вулканічний пояс                       | 6   | 1600, Feb 19           | Голод у Московському Царстві 1601-1603                                         |
| 9  | Біллі Мітчелл                    | Бугенвіль & Соломонові Острови                    | 6   | 1580                   |                                                                                |
| 10 | Бардарбунґа                      | Ісландія                                          | 6   | 1477                   |                                                                                |
| 11 | Таємниче виверження 1458         | невідомо                                          | 6-7 | 1458                   | Можливо, більший за вплив Тамбора                                              |
| 12 | Таємниче виверження 1452-53      | невідомо                                          | 6-7 | 1452–53                | 2-й імпульс Малого льодовикового періоду?                                      |
| 13 | Кілотоа                          | Анди, Андійський вулканічний пояс                 | 6   | 1280                   |                                                                                |
| 14 | Сегара-Анак (Ринджані)           | Ломбок, Малі Зондські острови                     | 7   | 1257                   | 1257, виверження Самалас, 1-й імпульс Малого льодовикового періоду? (бл. 1250) |
| 15 | Пекту/Виверження «Тяньчі»        | КНР/ Північна Корея (кордон)                      | 7   | 946-947, листопад      | Обмежений регіональний кліматичний вплив.                                      |
| 16 | Себоруко                         | Трансмексиканський вулканічний пояс               | 6   | 930                    |                                                                                |
| 17 | Дакатауа                         | Вулканічна дуга Бісмарка                          | 6   | 800                    |                                                                                |
| 18 | Паґо                             | Вулканічна дуга Бісмарка                          | 6   | 710                    |                                                                                |
| 19 | Черчилль                         | Сх. Аляска, США                                   | 6   | 700                    |                                                                                |
| 20 | Кальдера Рабаул                  | Вулканічна дуга Бісмарка                          | 6   | 683 (прибл.)           |                                                                                |
| 21 | Вулканічна зима 536 року         | Кракатау                                          | 6-7 | 535                    |                                                                                |
| 22 | Ілопанго                         | Вулканічна дуга Центральної Америки               | 6   | 450                    |                                                                                |
| 23 | Ксудач                           | Камчатський півострів                             | 6   | 240                    |                                                                                |
| 24 | Кальдера Таупо/Виверження Хатепе | Таупо                                             | 7   | 180 або 230            | Явище «червоного неба» над Римом і Китаєм                                      |
| 25 | Черчилль                         | Сх. Аляска, США                                   | 6   | 60                     |                                                                                |
| 26 | Амбрим                           | Вулканічна дуга Нові Гебриди                      | 6   | 50                     |                                                                                |
| 27 | Апоеке                           | Вулканічна дуга Центральної Америки               | 6   | 50 рік до н. е. (±100) |                                                                                |

Примітка: назви кальдери мають тенденцію змінюватися з часом. Наприклад, кальдера Окатайна, кальдера Харохаро, вулканічний комплекс Харохаро та вулканічний комплекс Таравера мали однакове джерело магми у вулканічній зоні Таупо. Єллоустоунська кальдера, кальдера Генріс-Форк, кальдера Айленд-Парк, вулканічне поле Хейзе — джерело магми.

### Ранні четвертинні виверження
2,588 ± 0,005 млн років до нашої ери починається четвертинний період і епоха плейстоцену.
- Гаряча точка Айфель[en], оз. Лаах, вулкан Айфель, Німеччина; 12,9 ka (тис. років тому)[a]; VEI 6; 6 км3 (1,4 миля3) тефри[31][32][33][34].
- Кальдера озера Еммонс[en] (розміри: 11 x 18 км), Алеутський хребет, 17 ±5 тис. років тому; понад 50 км3 (12 миля3) тефри[4].
- Озеро Баррін[en], Атертон, Північний Квінсленд, Австралія; сформувався протягом 17 тис. років тому.
- Мененгаї[en], Східно-Африканський рифт, Кенія; 29 тис. років тому.
- Вулкан Дьяблотен, Співдружність Домініка; VEI 6; 30 тис. років тому (виверження «Гранд Саванна ігнімбрит»)[35].
- Флегрейські поля, Італія; VEI 7; 40 тис. років тому (Мегавиверження Флегрейських полів).
- Курильське озеро, Камчатський п-ів, Росія; Голигінське виверження; прибл. 41,5 тис. років тому; VEI 7[6].
- Кальдера Маніньяу[en] (розміри: 20 x 8 км), Західна Суматра, Індонезія; VEI 7; близько 52 тис. років тому; 220—250 км3 (52,8—60,0 миля3) тефри[36].
- Озеро Тоба (розміри: 100 x 30 км), Суматра, Індонезія; VEI 8; 73 тис. років тому ±4; 2 500—3 000 км3 (599,8—719,7 миля3) тефри; ймовірно, було викинуто шість гігатонн діоксиду сірки («Наймолодший туф Тоба»)[2][37][38][39][40].
- Кальдера Атітлан (розміри: 17 x 20 км), Гватемальське нагір'я; виверження «Лос-Чокойос»; кальдера утворилася при виверженні 84 тис. років тому; VEI 7; 300 км3 (72 миля3) тефри[41].
- Вулкан Асо[en] (розміри: 24 км шириною), острів Кюсю, Японія; 90 тис. років тому; останнє виверження склало понад 600 км3 (144 миля3) тефри[4][42].
- Сьєрра-ла-Прімавера[en] вулканічний комплекс (розміри: 11 км шириною), Гвадалахара, Халіско, Мексика; 95 тис. років тому; 20 км3 (5 миля3) туфу[4][43].
- Вулкан Асо (розміри: 24 км шириною), острів Кюсю, Японія; 120 тис. років тому; 80 км3 (19 миля3) тефри[4].
- Вулкан Асо (розміри: 24 км шириною), острів Кюсю, Японія; 140 тис. років тому; 80 км3 (19 миля3) тефри[4].
- Пюї-де-Сансі[en], Центральний масив, центральна Франція; це частина стародавнього стратовулкану, який був неактивним близько 220 000 років.
- Кальдера озера Еммонс (розміри: 11 x 18 км), Алеутський хребет, 233 тис. років тому; понад 50 км3 (12 миля3) тефри[4].
- Вулкан Асо (розміри: 24 км шириною), острів Кюсю, Японія; кальдера, що утворилася в результаті чотирьох величезних кальдерних вивержень; 270 тис. років тому; 80 км3 (19 миля3) тефри[4].
- Узон-Гейзерна кальдера[en] (розміри: 9 x 18 км), Камчатський півострів, Росія; 325—175 тис. років тому[44] 20 км3 (4,8 миля3) родовищ ігнімбриту[45].
- Кальдера Діамант — вулканічний комплекс Майпо (розміри: 20 x 16 км), Аргентина-Чилі; 450 тис. років тому; 450 км3 (108 миля3) тефри[4][46].
- Гаряча точка Єллоустоун; Кальдера Єллоустоун (розміри: 45 x 85 км); 640 тис. років тому; VEI 8; понад 1 000 км3 (240 миля3) тефри (туфова формація Лава-Крік)[6].
- Три Сестри, США; Вулканічний центр Тумало[en]; з виверженнями від 600—700 до 170 тис. років тому.
- Уїнкаретське вулканічне поле[en], Аризона, США; річка Колорадо була перегороджена потоками лави кілька разів з 725 до 100 тис. років тому[47].
- Кальдера долини Лонг, округ Моно, Каліфорнія, США; 758,9 тис. років тому ±1800; VEI 7; 600 км3 (144 миля3) Бішоп туф[en][4][48].
- Кальдера Валлес[en], Нью-Мексико, США; 1,25 Ma (млн. років тому)[a]; VEI 7; близько 600 км3 (144 миля3), виверження Чиреге (Верхній Бандельєрський туф)[4][49][50][51].
- Саттер Баттс[en], Центральна долина Каліфорнії, США; було утворено понад 1,5 млн. років тому нині згаслим вулканом.
- Кальдера Валлес, Нью-Мексико, США; 1,61 млн. років тому; VEI 7; понад 500 км3 (120 миля3), виверження Отові (Нижній Бандельєрський туф)[51].
- Ебісутоге-Фукуда, Японія; 1,75 млн. років тому; 380—490 км3 (91,2—117,6 миля3) тефри[4].
- Єллоустоунська гаряча точка; Кальдера Айленд-Парк (розміри: 100 x 50 км); 2,1 млн. років тому; VEI 8; 2 450 км3 (588 миля3) туфу Гаклберрі-Рідж[4][6].
- Кальдера Серро-Галан (розміри: 32 км шириною), провінція Катамарка, північний захід Аргентини; 2,2 млн. років тому; VEI 8; 1 050 км3 (252 миля3) ігнімбрит Серро-Галан[52].

## Великінеогеновівиверження

### Пліоценовівиверження
Приблизно 5,332 млн років до нашої ери починається епоха пліоцену. Більшість вивержень до четвертинного періоду мають невідомий VEI.
- Борингове вулканічне поле[en], Боринг, Орегон, США; зона стала активною мінімум 2,7 млн. років тому, і згасла приблизно 300 тис. років тому[53].
- Острів Норфолк, Австралія; залишки базальтового вулкана, активного приблизно 2,3-3 млн років тому, активного близько 2,3–3 млн. років тому[54].
- Кальдера Пастос Грандес[en] (розміри: 40 x 50 км), вулканічний комплекс Альтіплано-Пуна, Болівія; 2,9 млн. років тому; VEI 7; більше 820 км3 (197 миля3) ігнімбритів Пастос Грандес[55].
- Острів Літтл-Бар'єр[en], північно-східне узбережжя Північного острова Нової Зеландії; вивергався від 1 до 3 млн. років тому[56].
- Гора Кенія; стратовулкан, утворений приблизно 3 млн. років тому після початку утворення Східноафриканського рифту[57].
- Кальдера Пакана (розміри: 60 х 35 км), вулканічний комплекс Альтіплано-Пуна, північне Чилі; 4 млн. років тому; VEI 8; 2 500 км3 (600 миля3) ігнімбритів Атана[58].
- Плато Фрайлес[en], Болівія; 4 млн. років тому; 620 км3 (149 миля3) ігнімбритів Фрайлес[4][59].
- Кальдера Серро-Галан (розміри: 32 км), провінція Катамарка, північний захід Аргентини; 4,2 млн. років тому; 510 км3 (122 миля3) тефри Реал-Гранде та Куева-Негра[4].
- Єллоустоунська гаряча точка, вулканічне поле Гайсе, Айдахо; Кальдера Кілгор (розміри: 80 х 60 км); VEI 8; 1 800 км3 (432 миля3) кілгорського туфу; 4,45 млн. років тому ±0,05[4][60].
- Кальдера Харі-Харі[en], плато Фрайлес, Болівія; 5 млн. років тому; 470 км3 (113 миля3) тефри[4].

### Міоценовівиверження

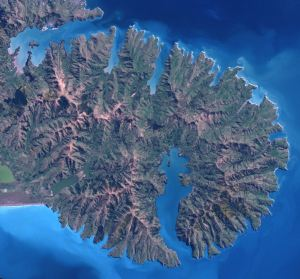
Останні виверження на півострові Бенкс у Новій Зеландії відбулися приблизно 9 мільйонів років тому.

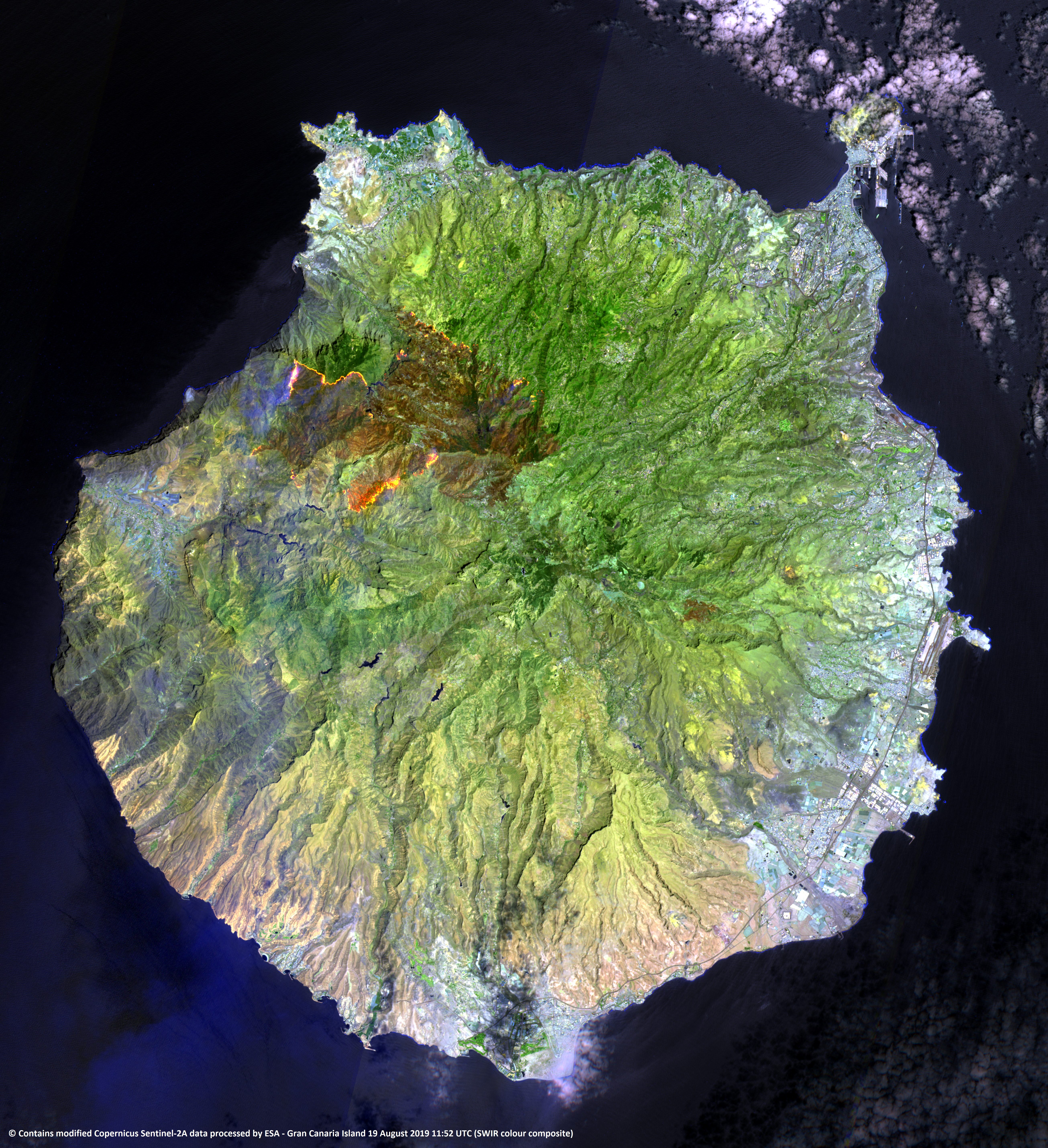
Велике виверження вулкана Гран-Канарія відбулося близько 14 мільйонів років тому.

Приблизно 23,03 млн років до н. е. починається неогеновий період і міоценова епоха.
- Кальдера Серро Гуача[en], Болівія; 5,6–5,8 млн. років тому (ігнімбрити Гуача)[61].
- Острів Лорд-Гав, Австралія; гірських масиви Лідгберд та Гувер складаються з базальтової скелі, залишків лавових потоків, які колись заповнювали велику вулканічну кальдеру 6,4 млн. років тому[62].
- Єллоустоунська гаряча точка, вулканічне поле Гайзе, Айдахо; 5,51 млн. років тому ±0,13 (туф Конант-Крік)[60].
- Єллоустоунська гаряча точка, вулканічне поле Гайзе, Айдахо; 5,6 млн. років тому; 500 км3 (120 миля3) туфу Блу-Крік[4].
- Кальдеа Серро Панізос[en] (розміри: 18 км шириною), Вулканічний комплекс Альтіплано-Пуна[en], Болівія; 6,1 млн. років тому; 652 км3 (156 миля3) ігнімбритів Панізоса[4][63].
- Єллоустоунська гаряча точка, вулканічне поле Гайзе, Айдахо; 6,27 млн. років тому ±0,04 (туф Волкотт)[60].
- Єллоустоунська гаряча точка, вулканічне поле Гайзе, Айдахо; Кальдера Блектеїл (розміри: 100 x 60 км), Айдахо; 6,62 млн. років тому ±0,03; 1 500 км3 (360 миля3) туфу Блектеїл[4][60].
- Кальдера Пастос Грандес[en] (розміри: 40 x 50 км), Вулканічний комплекс Альтіплано-Пуна, Болівія; 8,3 млн. років тому; 652 км3 (156 миля3) ігнімбритів Сифон[4].
- Острів Манус[en], Адміралтейські острови, північна частина Папуа Нової Гвінеї; 8–10 млн. років тому.
- Півострів Бенкс, Нова Зеландія; виверження Акароа 9 млн. років тому, виверження Літтелтон 12 млн. років тому[64].
- Маскаренські острови утворилися в результаті серії підводних вулканічних вивержень 8–10 млн. років тому, коли Африканська плита дрейфувала над Гарячою точкою Реюньйон.
- Єллоустоунська гаряча точка, Вулканічне поле Твін-Фоллс, Айдахо; 8,6 — 10 млн. років тому[65].
- Єллоустоунська гаряча точка, Супервиверження «Грей-Ландінг», Айдахо; 8,72 млн. років тому, 2,800 км3 (1 миля3) ігнімбритів Грей-Ландінг[66].
- Єллоустоунська гаряча точка, Супервиверження «Мак-Муллен», Айдахо; 8,99 млн. років тому, 1,700 км3 (0 миля3) вулканічного матеріалу[66].
- Єллоустоунська гаряча точка, Вулканічне поле «Пікабо», Айдахо; 10,21 млн. років тому ± 0,03 (туф долини Арбон)[60].
- Гора Каргілл[en], Нова Зеландія; остання фаза виверження закінчилася приблизно 10 млн. років тому. Центр кальдери знаходиться біля порту Чалмерс, головного порту міста Данідін. Більшу частину кальдери займає гавань Отаго[67][68][69].
- Єллоустоунська гаряча точка, Айдахо; Бруно-Джарбідж вулканічне поле[en]; 10,0 — 12,5 млн. років тому (Виверження «Ашфалл Фоссіль Бедс»)[65].
- Гаряча точка Анагім[en], Британська Колумбія, Канада; створила вулканічний пояс Анагім[en] за останні 13 мільйонів років.
- Єллоустоунська гаряча точка, Вулканічне поле Овайгі-Гумбольдта, Айдахо/Невада/Орегон; близько 12,8 to 13,9 млн. років тому[65][70].
- Кальдера Техеда, Острів Гран-Канарія, Іспанія; 13,9 млн. років тому; виверження об'ємом 80 км³ утворило складний ігнімбрит (P1) з ріоліту, трахіту та базальтових матеріалів товщиною 30 метрів на відстань до 10 км від центру кальдери[71].
- Острів Гран-Канарія щитове виверження базальту, Іспанія; 14,5 to 14 млн. років тому; 1000 км³ толеїтових до лужних базальтів[72].
- Кальдера Флегрейські поля, Неаполь, Італія; 14,9 млн. років тому; 79 км3 (19 миля3) неаполітанського жовтого туфу[4]
- Гуайліллас ігнімбрит, Болівія, південне Перу, північне Чилі; 15 млн. років тому ±1; 1 100 км3 (264 миля3) тефри[4].
- Єллоустоунська гаряча точка, Вулканічне поле Макдермітт (північ), Гори Траут-Крік, кальдера Вайтгорс (розміри: 15 км шириною), Орегон; 15 млн. років тому; 40 км3 (10 миля3) туфу Вайтгорс-Крік[4][73].
- Єллоустоунська гаряча точка (?), Вулканічне поле озера Овигі[en]; 15,0 to 15,5 млн. років тому[74].
- Єллоустоунська гаряча точка, Вулканічне поле Макдермітт (південь), кальдера Джордан Медов, (розміри: 10–15 км шириною), Невада/Орегон; 15,6 млн. років тому; 350 км3 (84 миля3) Лонгрідж туфу, 2–3 частина пласту[4][65][73][75].
- Єллоустоунська гаряча точка, Вулканічне поле Макдермітт (південь), Кальдера Лонгрідж, (розміри: 33 км шириною), Невада/Орегон; 15,6 млн. років тому; 400 км3 (96 миля3) Лонгрідж туфу, 5 частина пласту[4][65][73][75].
- Єллоустоунська гаряча точка, Вулканічне поле Макдермітт (південь), Кальдера Калавера, (розміри: 17 км шириною), Невада/Орегон; 15,7 млн. років тому; 300 км3 (72 миля3) Дубл Г туфу[4][65][73][75].
- Єллоустоунська гаряча точка, Вулканічне поле Макдермітт (південь), Кальдера Гоппін Пікс, 16 млн. років тому; Гоппін Пікс туфу[76].
- Єллоустоунська гаряча точка, Вулканічне поле Макдермітт (північ), Гори Траут-Крік, кальдера Пуебло (розміри: 20 x 10 км), Орегон; 15,8 млн. років тому; 40 км3 (10 миля3) туфу гір Траут-Крік[4][73][76].
- Єллоустоунська гаряча точка, Вулканічне поле Макдермітт (південь), Кальдера Вошберн, (розміри: 30 x 25 км шириною), Невада/Орегон; 16,548 млн. років тому; 250 км3 (60 миля3) туфу Орегонського каньйону[4][73][75].
- Єллоустоунська гаряча точка (?), Північно-західне вулканічне поле Невади (NWNV), Долина Вірджин, Гай Рок, Гоґ Ранч і безіменні кальдери; на захід від хребта Пайн-Форест[en], штат Невада; 15,5 to 16,5 млн. років тому[77].
- Єллоустоунська гаряча точка, Заплавні базальти річки Стінс і Колумбія[en], Пуебло, Стінс та регіон ущелини Малер, гори Пуебло[en], гора Стінс[en], Вашингтон, Орегон і Айдахо, США; найсильніші виверження були з 14 до 17 млн. років тому; 180 000 км3 (43 184 миля3) лави[4][78][79][80][81][82][83][84].
- Гора Ліндсей[en] Новий Південний Вельс, Австралія; є частиною залишків згаслого вулкана Нандевар, який припинив свою діяльність приблизно через 17 мільйонів років після 4 мільйонів років діяльності.
- Оксая ігнімбрити, північне Чилі (близько 18° Пд.ш.); 19 млн. років тому; 3 000 км3 (720 миля3) тефри[4].
- Вулканічний пояс Пембертон[en] вивергався приблизно 21-22 млн. років тому.[85].

## Вулканізм донеогену

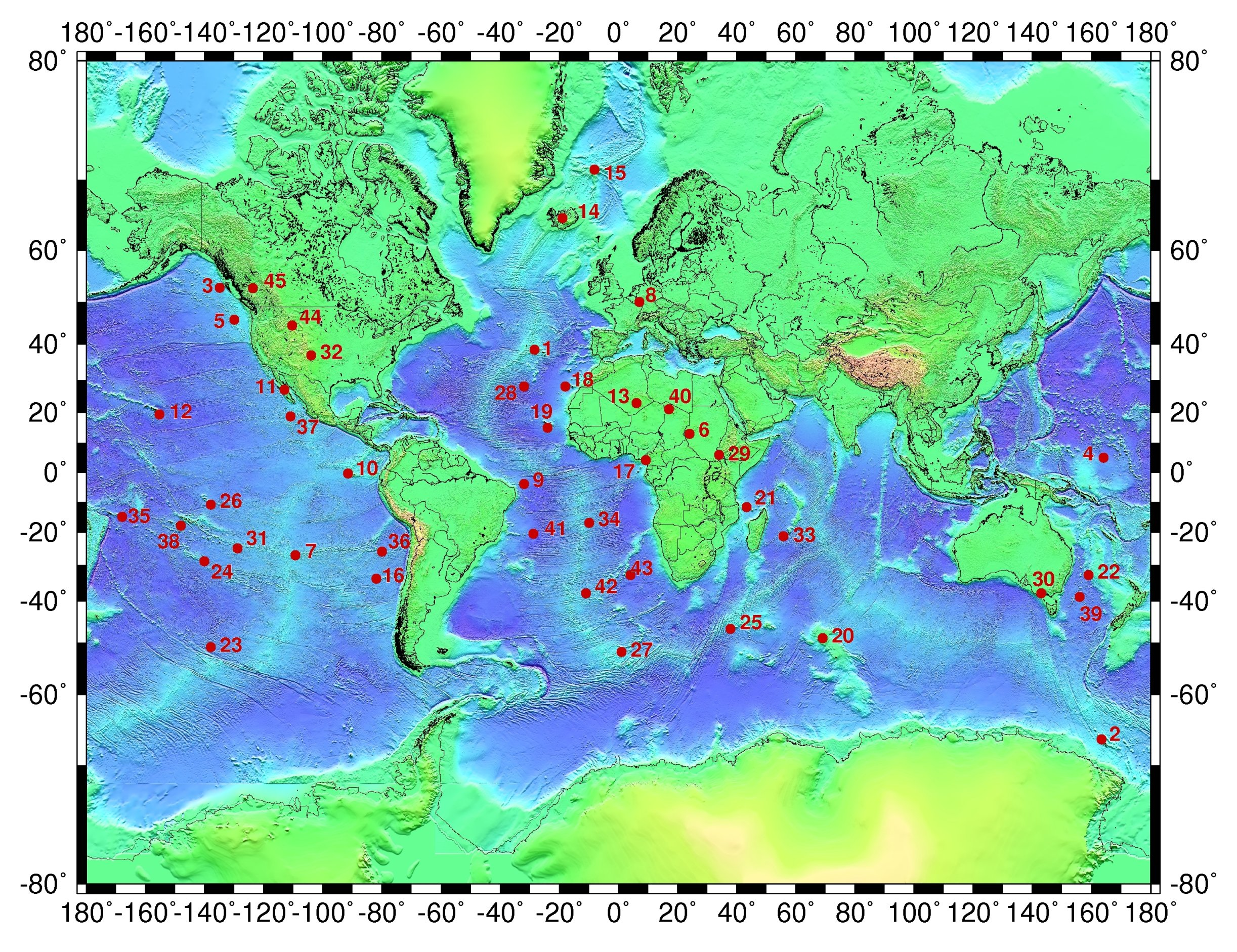
Розподіл вибраних гарячих точок. Цифри на малюнку позначені найвідоміші Гарячі точки

- Палеоген закінчується 23 мільйони років тому.
  - Утворення базальтів групи Чилкотин[en] відбувається 10–6 мільйонів років тому.
  - Формування «базальтової групи» річки Колумбія відбувається між 17 і 6 мільйонами років тому.
  - Кальдера Ла-Гаріта вивергається в геологічній зоні Вілер, вулканічне поле Центрального Колорадо[en], штат Колорадо, США, виверження кількох подій VEI 8 (можливо, до VEI 9), 5 000 км3 (1 200 миля3) туфу «Фіш-Каньйон» було викинуто під час одного великого виверження приблизно 27,8 мільйонів років тому[52][86][87].
  - Невідоме джерело в Ефіопії вивергається 29 мільйонів років тому об'ємом щонайменше 3 000 км3 (720 миля3) туфу «Грін і САМ»[4].
  - САМ ігнімбрит у Ємені утворився 29,5 мільйонів років тому, щонайменше 5 550 км3 (1 332 миля3) дистальних туфів, асоційованих з ігнімбритами[88]
  - Джабаль-Кураа ігнімбрит у Ємені утворився 29,6 мільйонів років тому, щонайменше 3 700 км3 (888 миля3) дистальних туфів, асоційованих з ігнімбритами[88].
  - Затоплення базальтом Ефіопського нагір'я починається 30 мільйонів років тому.
- Близько 33,9 млн років тому починається олігоценова епоха палеогенового періоду.
  - Спалах ігнімбриту в середньому третинному періоді починається 40 мільйонів років тому і триває до 25 мільйонів років тому.
  - Вулканічний комплекс озера Беннет[en] у Британській Колумбії та Юконі в Канаді, вивергається 50 мільйонів років тому з VEI 7 850 км3 (204 миля3) тефри[89].
  - Вважається, що гаряча точка[en] на Канарських островах вперше з'явилася приблизно 60 мільйонів років тому.
  - Формування Брито-Арктичної провінції[en] починається 61 мільйон років тому.
  - Гаряча точка Реюньйону та Деканські трапи, Індія, утворилися між 60 і 68 мільйонами років тому, і вважається, що вони зіграла свою роль у крейдяно-палеогеновому вимиранні.
  - Гаряча точка Луїсвілл[en] породила підводний Луїсвільський хребет[en], вона є активною щонайменше 80 мільйонів років. Можливо, вона виникла на плато Онтонг Ява близько 120 мільйонів років тому.
  - Гаряча точка Гаваїв, підводна гора Мейдзі[en], є найдавнішою існуючою підводною горою в ланцюзі Гавайських імператорських підводних гір, вік якої оцінюється в 82 мільйони років.
  - Плато Кергелен почало формуватися 110 мільйонів років тому.
  - Трапи Рахджамал[en] формуються від 117 до 116 мільйонів років тому.
  - Яванське плато Онтонг утворилося 125—120 мільйонів років тому.
  - Трапи Парана та Етендека, Бразилія, Намібія та Ангола утворюються 128—138 мільйонів років тому. 132 мільйони років тому відбулося можливе виверження супервулкана, яке викинуло 8 600 км3 (2 063 миля3)[90].
  - Формування базальтів повені Кару-Феррар[en] почалося 183 мільйони років тому.
- Вважається, що потопні базальти Центральноатлантичної магматичної провінції[en] сприяли вимиранню тріасово-юрського періоду приблизно 199 мільйонів років тому.
- Вважається, що Сибірські трапи зіграли значну роль у масовому пермсько-тріасовому вимиранні 252 мільйони років тому.
  - Формування Емейшанських трапів почалося 260 мільйонів років тому.
- Пізнє девонське вимирання відбулося приблизно 374 мільйони років тому.
- Ордовиксько-силурійське вимирання відбулося між 450 і 440 мільйонами років тому.
  - Глен-Кое[en], Шотландія; VEI 8; 420 мільйонів років тому.
  - Масив Скафеллс[en], Озерний край, Англія; VEI 8; ордовик (488,3–443,7 млн років тому).
  - Формація Флет-Лендінг-Брук[en]; VEI 8, Нью-Брансвік Канада, супервулканічне виверження відбулося 466 мільйонів років тому, коли воно вибухнуло в одному з найбільших вибухових вулканічних вивержень, відомих в історії Землі, з об'ємом викиду близько 2,000—12,000 км3 (0—3 миля3).
- Фанерозойський еон починається 539 мільйонів років тому[91].
  - Середньоконтинентальна рифтова система Північної Америки починає формуватися 1000 мільйонів років тому.
  - Велика магматична провінція Маккензі[en], Північно-Західні території Канада, утворилася 1270 мільйонів років тому.
  - Рій даєк Містассіні[en] та Рій даєк Матачевана[en], Канада, утворилися 2500 мільйонів років тому.
  - Комплекс мегакальдери річки Блейк[en], Канада, утворився 2704—2707 мільйонів років тому[92].
- Приблизно 2500 мільйонів років тому починається протерозойський еон докембрійського періоду.
- Близько 3800 мільйонів років тому починається архейський еон докембрійського періоду.

## Нотатки
1. 1 2  Кілорік (ka, англ. kiloannum) — одиниця часу, що дорівнює тисячі років, мається на увазі «тисяч років тому». Мегарік (Ma, англ. Megaannum) — одиниця часу, що дорівнює одному мільйону років, мається на увазі «мільйонів років тому».

- Велика магматична провінція Маккензі[en] містить найбільшу та найкраще збережену континентальну базальтову місцевість на Землі[93]. Рій (нагромадження) даєк Маккензі[en] у Великій магматичній провінції Маккензі також є найбільшим нагромадженням даєк на Землі, який охоплює площу 2 700 000 км2 (1 000 000 миля2)[94].
- Кальдери Бачелор (27,4 млн років), Сан-Луїс (27–26,8 млн років) і Крід (26 млн років) частково перекривають одна одну і розташовані у великій кальдері Ла-Гаріта (27,6 млн років), утворюючи центральний кластер кальдери Вулканічне поле Сан-Хуан, геологічну зону Вілер, дику природу Ла Гаріта[en]. Місто Крид, штат Колорадо та пік Сан-Луїс[en] (континентальний вододіл Америки) знаходяться неподалік. Кальдера Північний перевал знаходиться на північному сході гір Сан-Хуан[en], Північний перевал[en]. Вулканічний комплекс Платоро розташований на південний схід від центрального кластера кальдери. Центр західного скупчення кальдери Сан-Хуан розташований на захід від міста Лейк-Сіті, Колорадо.
- Рифт Ріо-Гранде[en] включає вулканічне поле Сан-Хуан, кальдеру Валлес[en], вулканічне поле Потрільо[en] та магматичну систему Сокорро-Магдалена[95]. Магматичне тіло Сокорро піднімає земну поверхню приблизно на 2 мм/рік[96][97].
- Південно-західне вулканічне поле Невади або вулканічне поле гори Юкка[en] включає: комплекс кальдери Стоунволл-Маунтін, кальдеру Блек-Маунтін, кальдеру Сайлент-Каньйон, Тімбер-Маунтін — кальдерний комплекс Оазис-Веллі, групу Кратер-Флет і гору Юкка. Міста поблизу: Бетті[en], Меркюрі, Голдфілд[98]. Воно вирівняно як вулканічне поле Кратер-Флет, хребет Ревей[en], вулканічне поле Місячного кратера[en], зона (CFLC)[99]. Вулканічне поле Мерісвейл[en] на південному заході штату Юта також знаходиться неподалік.
- Вулканічне поле Макдермітт або рифтове вулканічне поле Оревада, штат Невада/Орегон, поблизу: поселення Макдермітт, гори Траут-Крік[en], гори Білк-Крік[en], гора Стінс[en], гора Джордан-Медоу (2078 м), Лонг-Рідж, Траут-Крік і Вайтхорс-Крік.
- Стратовулкан озера Еммонс (розмір кальдери: 11 x 18 км), Алеутський хребет, утворився в результаті шести вивержень. Гора Еммонс[en], гора Гаага та подвійний кратер є посткальдерними конусами[6].
- Рельєф басейну Провінції долин та хребтів є результатом розширення земної кори в цій частині Північноамериканської плити (рифтинг Північноамериканського кратону або Лаврентії із західної частини Північної Америки; наприклад, Каліфорнійська затока, рифт Ріо-Гранде, грабен Орегон-Айдахо). Земна кора тут розтягнута на 100 % від початкової ширини[100]. Фактично, земна кора під басейном Провінції долин та хребтів, а особливо під Великим басейном (включаючи Неваду), є однією з найтонших у світі.
- Топографічно видимі кальдери: південна частина Вулканічного поля Макдермітт (чотири, що перекриваються та вкладені одна в одну кальдери), на захід від Макдермітт; Кальдера парку Кочетопа, на захід від Північного перевалу[en]; Кальдера Генрі Форк; Півострів Бенкс, Нова Зеландія (фото) і Кальдера Валлес[en]. Вулканічне поле Макдермітт (південь) у представлене вигляді п'яти кальдер, що перекриваються одна з одною. Кальдера Гоппін-Пікс також в нього включена.
- Періоди спокою (неактивності): супервулкан Тоба (останніх 0,38 млн років)[39], кальдера Валлес (0,35 млн років)[101][102], кальдера Єллоустоун (0,7 млн років)[103].

### Індекс вулканічної вибуховості (VEI)

Кореляція VEI та об'єму викиду

| VEI | Обсяг тефри (кубічних кілометрів) | Приклади                                 |
| --- | --------------------------------- | ---------------------------------------- |
| 0   | Ефузивний                         | Вулкан Масая, Нікарагуа, 1570 рік        |
| 1   | >0,00001                          | Вулкан Поас, Коста-Ріка, 1991 рік        |
| 2   | >0,001                            | Вулкан Руапеху, Нова Зеландія, 1971 рік  |
| 3   | >0,01                             | Невадо-дель-Руїс, Колумбія, 1985 рік     |
| 4   | >0,1                              | Ейяф'ятлайокутль, Ісландія, 2010         |
| 5   | >1                                | Вулкан Сент-Геленс, США, 1980 рік        |
| 6   | >10                               | Вулкан Пінатубо, Філіппіни, 1991 рік     |
| 7   | >100                              | Вулкан Тамбора, Індонезія, 1815 рік      |
| 8   | >1000                             | Єллоустоунська кальдера, США, плейстоцен |

### Вулканічне затемнення
Глобальне затемнення через вулканізм (аерозоль попелу та діоксид сірки) є цілком незалежним від величини вулканічної експлозивності при виверженні (VEI). Коли діоксид сірки (точка кипіння в стандартному стані: -10 °C) вступає в реакцію з водяною парою, утворюючи сульфат-іони (попередники сірчаної кислоти), які добре відбивають випромінювання; зольний аерозоль, навпаки, поглинає ультрафіолетові промені. Глобальне охолодження через вулканізм є сумою впливу глобального затемнення та впливу високого альбедо (фізична величина, що описує здатність поверхні відбивати та розсіювати випромінення (світло) шару попелу, що осідає. Нижня межа снігу та його вищий альбедо можуть подовжити цей період охолодження.. Біполярне порівняння показало шість сульфатних подій виверження: Тамбора (1815), Косігуїна (1835), Кракатау (1883), Агунг (1963) і Ель-Чичон (1982), а також таємниче виверження 1808 року. А атмосферна передача даних прямого сонячного випромінювання з обсерваторії Мауна-Лоа (MLO; працює з 28 червня 1956), Гаваї (19°32'N) виявили лише п'ять вивержень, які в тій чи іншій мірі вплинули на клімат:
- 11 червня 2009 року, Вулкан Саричева (?), Курильські острови, 400 тонн тефри, VEI 4;
  - 48°05′30″ пн. ш. 153°12′0″ сх. д. / 48.09167° пн. ш. 153.20000° сх. д.
- 12–15 червня 1991 року (кульмінаційний момент виверження), вулкан Пінатубо, Філіппіни, 11 000 ±0,5 тонн тефри, VEI 6
  - Глобальне похолодання: на 0,5 °C[112] 15°08′0″ пн. ш. 120°21′0″ сх. д. / 15.13333° пн. ш. 120.35000° сх. д.,
- 28 березня 1982 року, вулкан Ель-Чичон, Мексика, 2300 тонн тефри, VEI 5
  - 17°21′36″ пн. ш. 93°13′40″ зх. д. / 17.36000° пн. ш. 93.22778° зх. д.
- 10 жовтня 1974 року, вулкан Фуего, Гватемала, 400 тонн тефри, VEI 4
  - 14°28′22″ пн. ш. 90°52′49″ зх. д. / 14.47278° пн. ш. 90.88028° зх. д.
- 18 лютого 1963 року, вулкан Агунг , Малі Зондські острови, 100 тонн лави, понад 1000 тонн тефри, VEI 5
  - Охолодження північної півкулі: на 0,3 °C[113], 8°20′30″ пд. ш. 115°30′30″ сх. д. / 8.34167° пд. ш. 115.50833° сх. д.

Але дуже великі викиди діоксиду сірки перевищують окиснювальну здатність атмосфери. Концентрація окису вуглецю та метану зростає (парникові гази), зростає глобальна температура, температура океану підвищується, а розчинність вуглекислого газу в океані знижується.

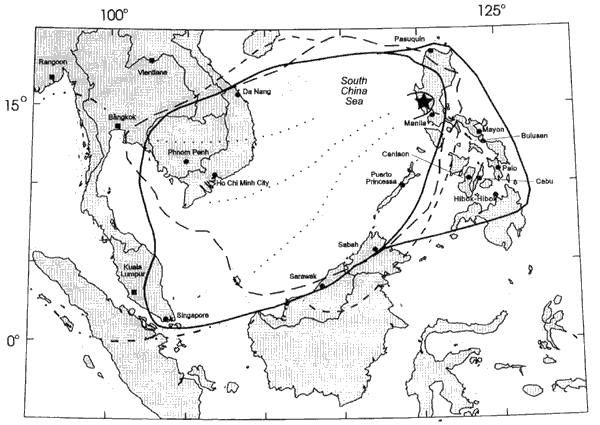
Мапа розташування Пінатубо (★), на якій показано територію, на яку вивпав попіл від виверження 1991 року
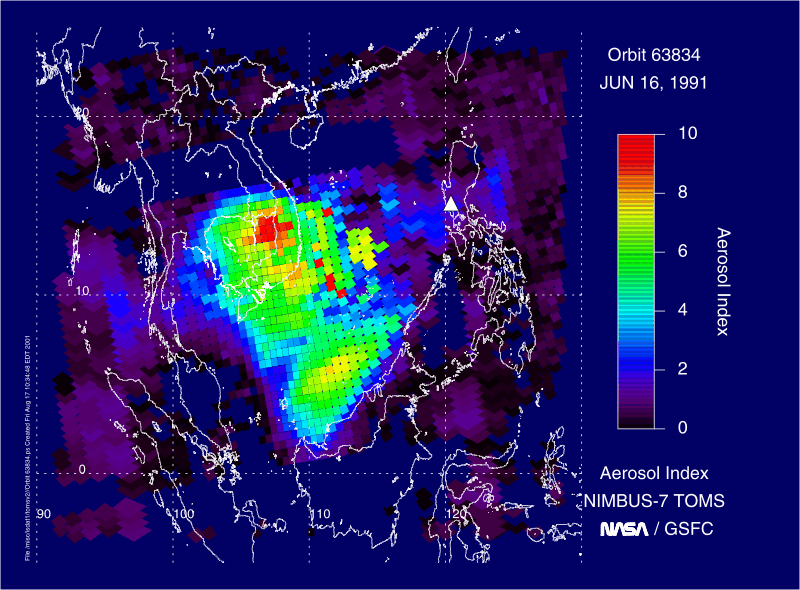
Супутникові вимірювання викидів попелу та аерозолів з вулкану Пінатубо.
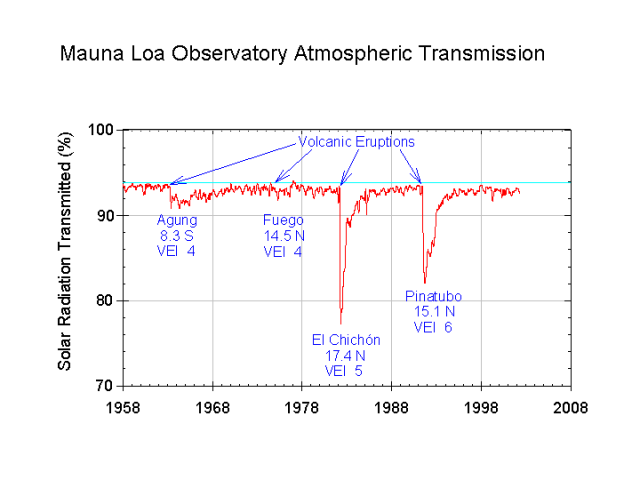
Коефіцієнт пропускання MLO — зменшення сонячного випромінювання через виверження вулканів
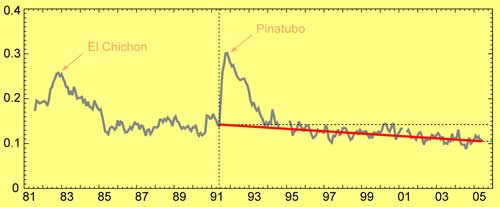
Дані НАСА, глобальне затемнення при виверженні — Ель-Чичон, VEI 5 та Пінатубо, VEI 6
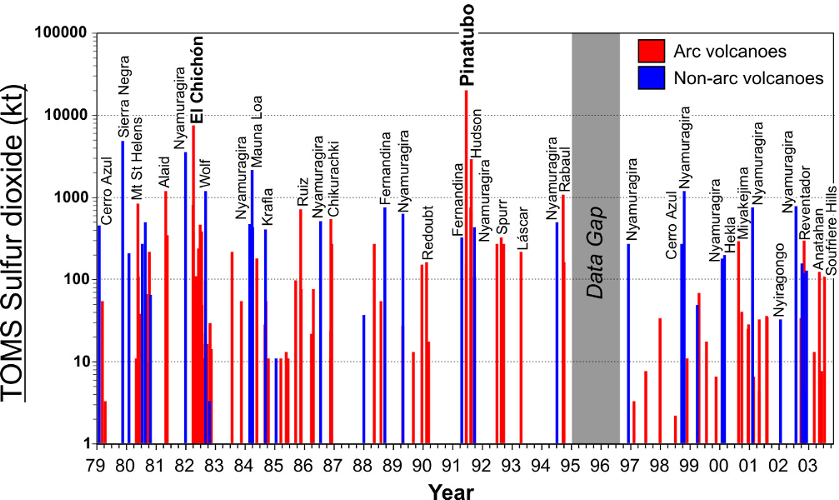
Викиди діоксиду сірки вулканами. Вулкан Пінатубо (1991 рік): викид 20 мільйонів тонн діоксиду сірки
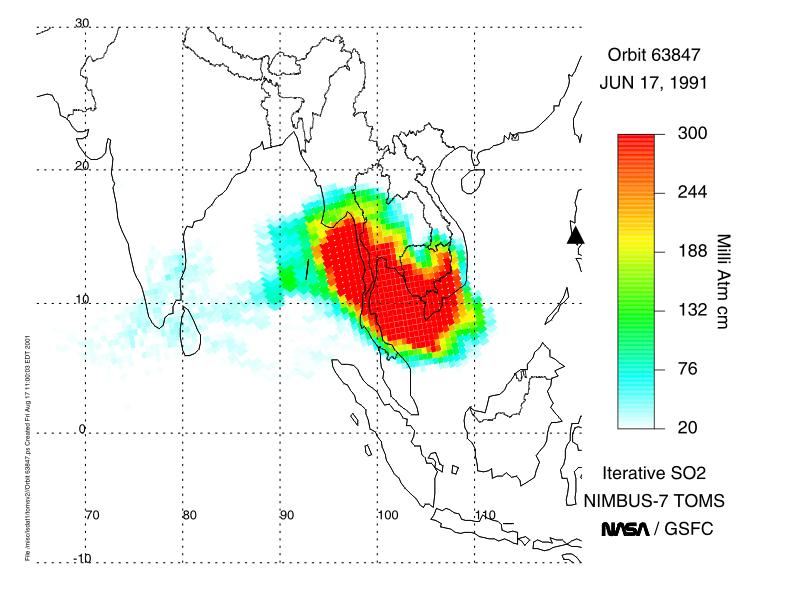
Контроль впливу діоксиду сірки від виверження вулкана Пінатубо 15 червня 1991 року на озоновий шар (TOMS[en][114])
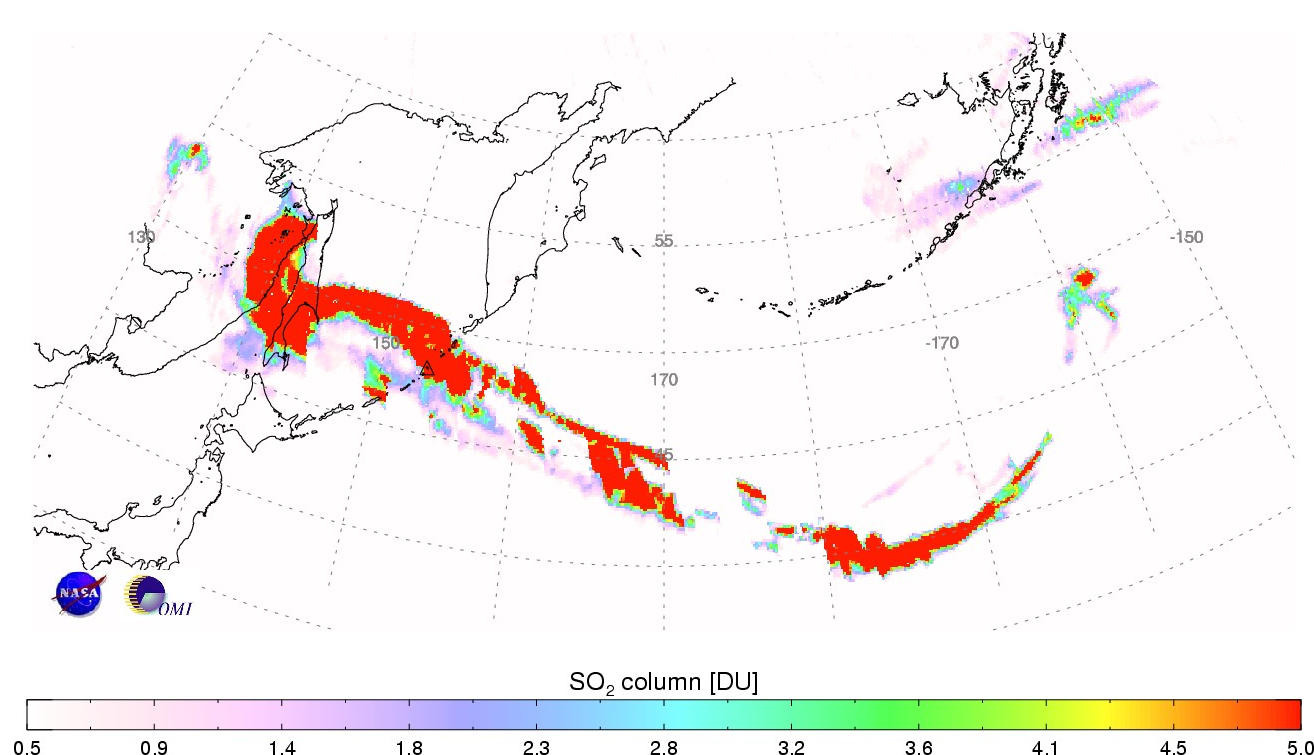
Вулкан Саричева: хмара діоксиду сірки, утворена виверженням 12 червня 2009 року (в одиницях Добсона)

### Картографічна галерея

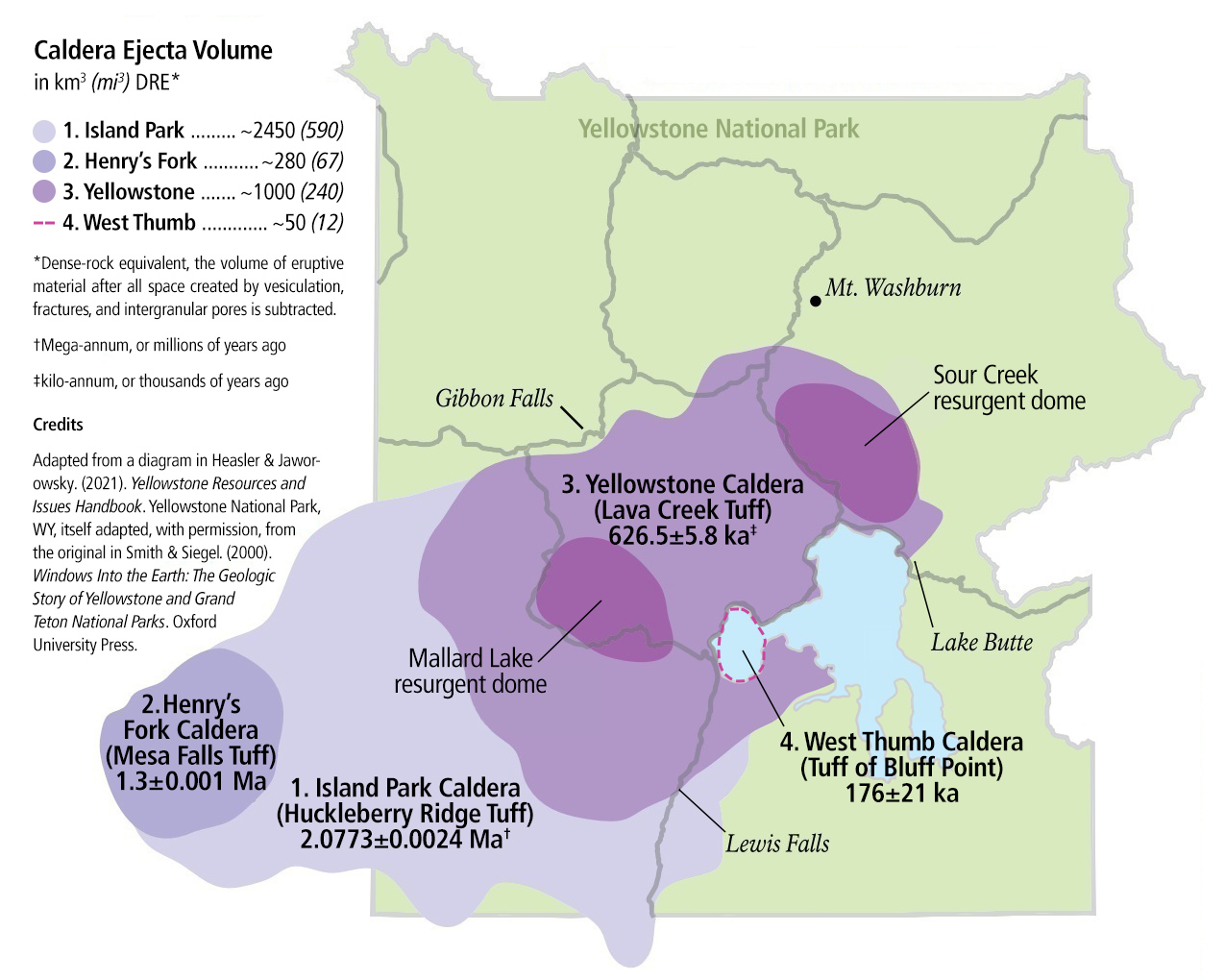
Єллоустоун розташований на вершині чотирьох кальдер, що перекривають одна одну (US NPS)
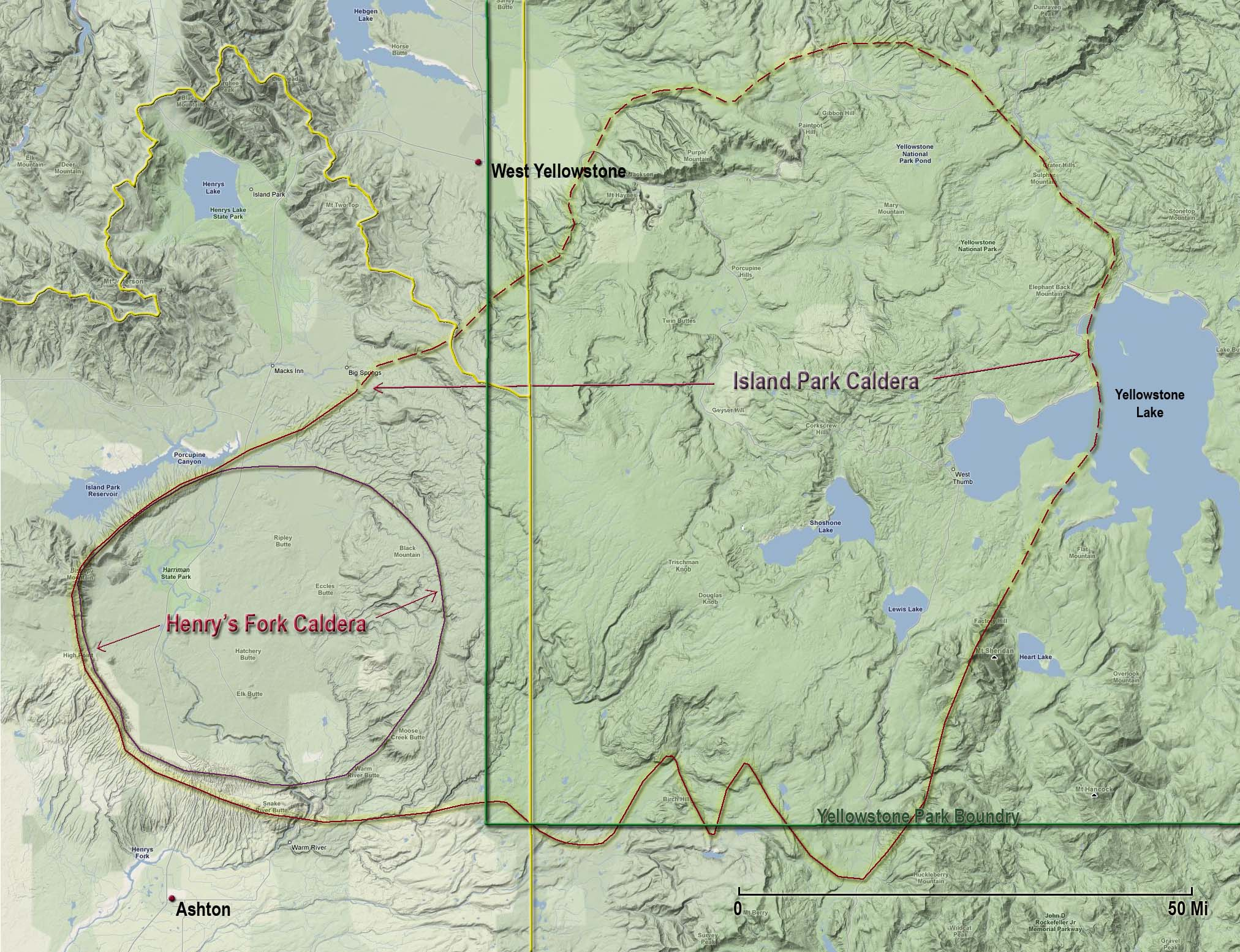
Схема кальдер Айленд-Парку та Генрис-Форк
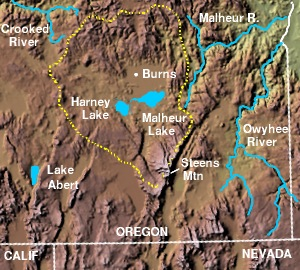
Басейн Гарні[en], гора Стінс[en], річки Овігі[en] та річка Малгер[en]
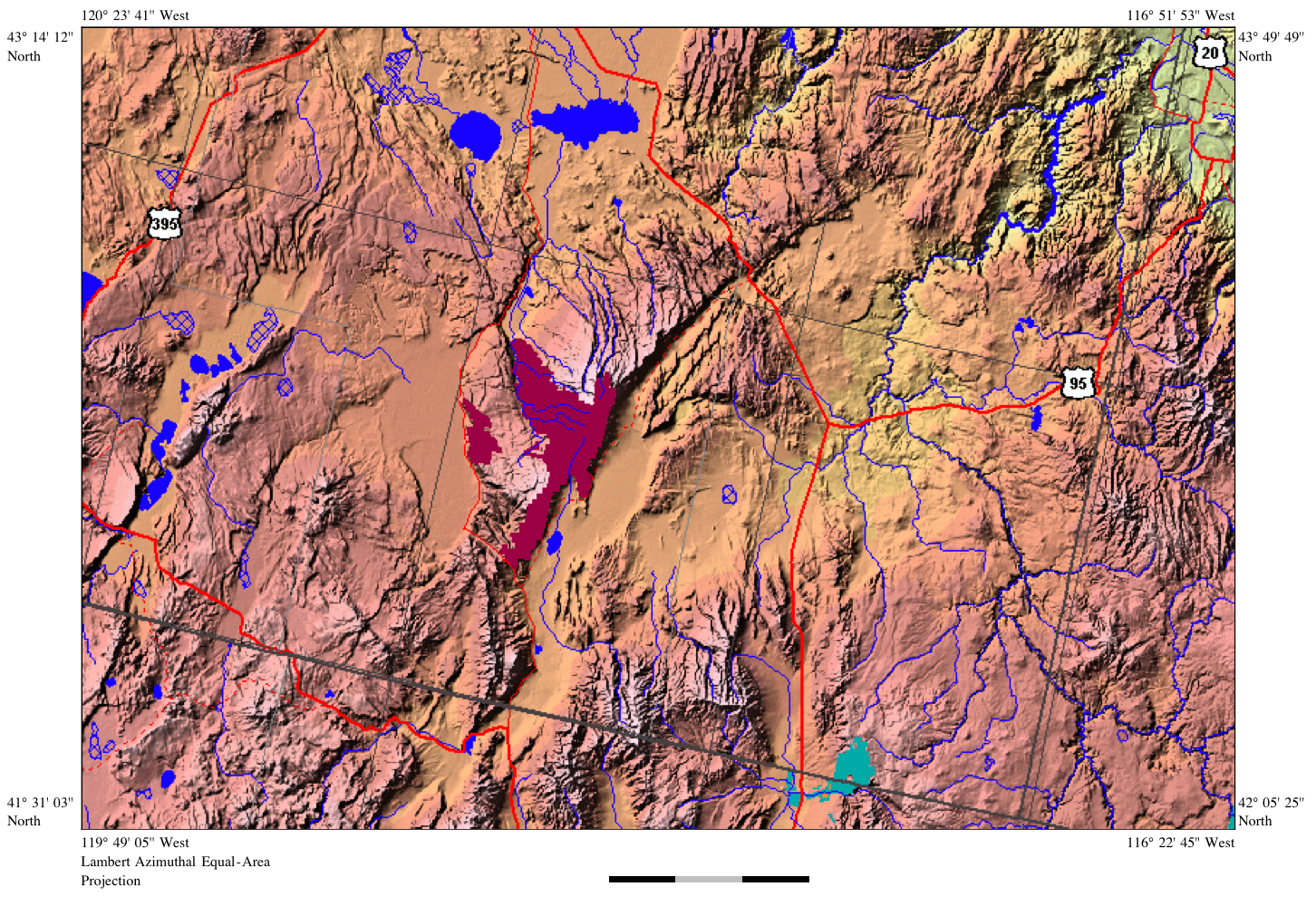
Гора Стінс, вулканічне поле Макдермітт і кордон штатів Орегон/Невада
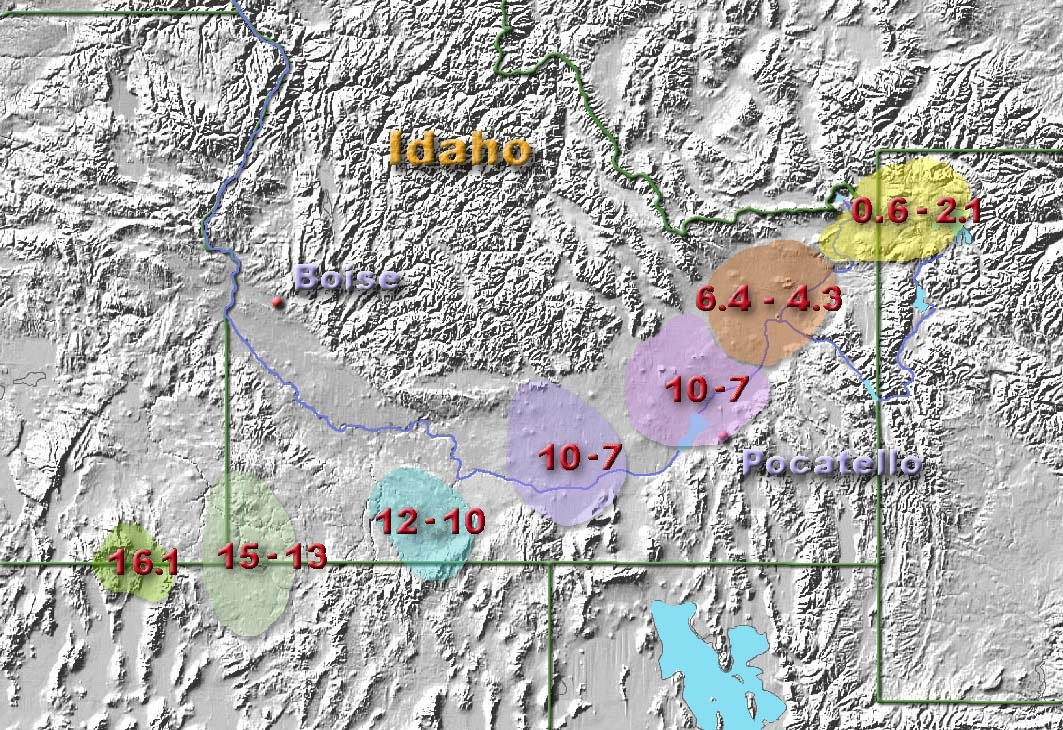
Розташування гарячої точки Єллоустоун. Цифри вказують час виверження в млн. років тому
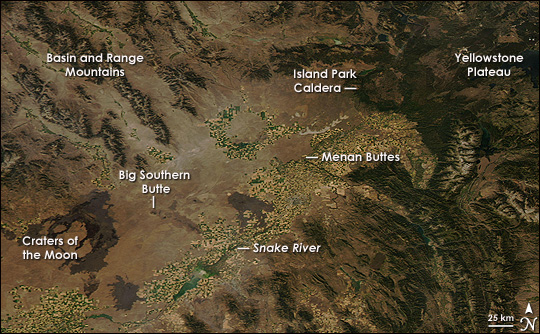
Долина Снейк-рівер, знімок із супутника Aqua[en] (НАСА), 2008
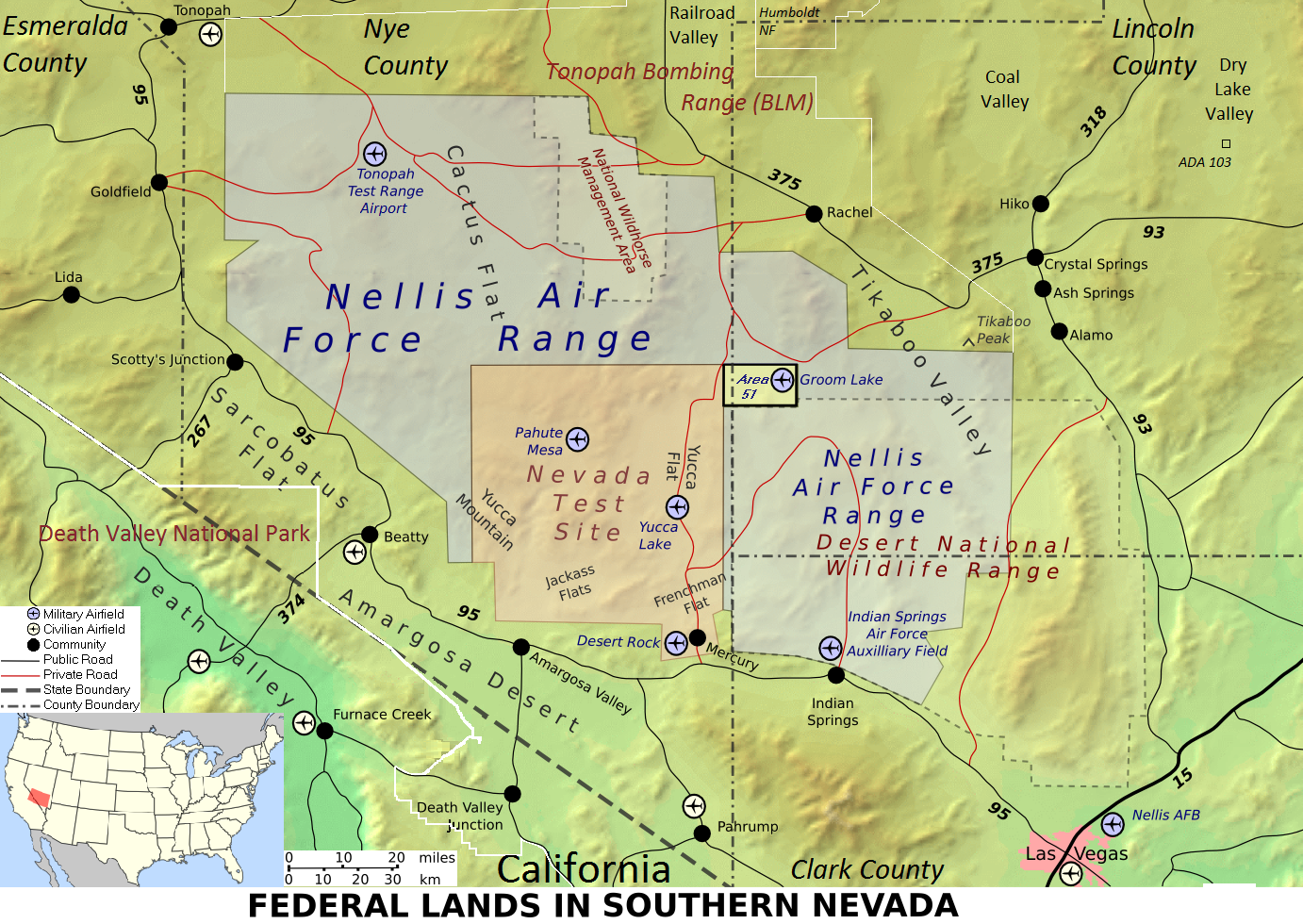
Розташування гори Юкка[en] (англ. Yucca Mountain) на півдні Невади, на заході Невадського випробувального полігону
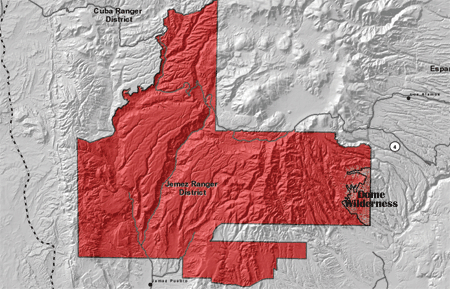
Район рейнджерів Джемез і гори Джемез[en], Національний ліс Санта-Фе[en]